# Chris Arreola
Chris Arreola (n. 5 de marzo de 1981, como Cristóbal Arreola) es un boxeador profesional Mexicoestadounidense, contendiente de peso pesado del Consejo Mundial de Boxeo, clasificado por varios años dentro de los primeros 10.

## Biografía
Ganó los guantes dorados en 2001. En 2003 se pasó al profesionalismo y sus once primeros combates los ganó por nocaut, excepto ante David Cleage, que fue descalificado. Ante Andrew Greeley no pudo ganar por nocaut pero ganó tras unas puntuaciones de los jueces de 60-54, 60-54 y 59-55, por decisión unánime. Sus once siguientes combates también fueron por nocaut ante rivales como Damian Wills, Malcolm Tann, Thomas Hayes, o Cliff Couser.
Su siguiente combate también ganó por descalificación de Chazz Witherspoon tras el tercer asalto. Tras esta descalificación sus tres siguientes combates también fueron ganador por nocaut, ante Israel Carlos Garcia, Travis Walker y Jameel McCline. Ante Thomas Hayes obtuve el título vacante del Consejo Mundial de Boxeo en su versión continental de las Américas que ha defendido satisfactoriamente en cuatro ocasiones. Ante Walker ganó el título mundial de la NABF y además fue el combate eliminatorio por el título de la Asociación Mundial de Boxeo. El título de la NABF también lo retuvo ante McCline. El 26 de septiembre de 2009 tuvo una derrota contra Vitali Klitschko perdiendo la oportunidad de ganar el título mundial del Consejo Mundial de Boxeo.

## Récord profesional
| 39 Ganadas (34 KOs), 7 Derrotas |            |                      |      |               |                   |                                                   |                                                                                                 |
| Res.                            | Récord     | Oponente             | Tipo | Rd., Tiempo   | Datos             | Localidad                                         | Notas                                                                                           |
| D                               | 38-6-1     | Andy Ruíz Jr.        | UD   | 12            | 1 de mayo de 2021 | Dignity Health Sports Park, Carson, California    |                                                                                                 |
| G                               | 38–5–1 (2) | Jean Pierre Augustin | TKO  | 3 (10), 2:03  | 2019-03-16        | AT&T Stadium, Arlington, Texas                    |                                                                                                 |
| G                               | 37–5–1 (2) | Maurenzo Smith       | RTD  | 6 (8), 3:00   | 2018-12-01        | Staples Center, Los Ángeles                       |                                                                                                 |
| D                               | 36–5–1 (2) | Deontay Wilder       | RTD  | 8 (12), 3:00  | 2016-07-16        | Legacy Arena, Birmingham, Alabama                 | Por el Título Mundial del WBC del peso pesado.                                                  |
| NC                              | 36–4–1 (2) | Travis Kauffman      | SD   | 12            | 2015-12-12        | AT&T Center, San Antonio, Texas                   | Originalmente SD para Arreola, cambiado a NC tras fallar una prueba de drogas                   |
| E                               | 36–4–1 (1) | Fred Kassi           | MD   | 10            | 2015-07-18        | Don Haskins Center, El Paso, Texas                |                                                                                                 |
| V                               | 36–4 (1)   | Curtis Harper        | UD   | 8             | 2015-03-13        | Citizens Business Bank Arena, Ontario, California |                                                                                                 |
| D                               | 35–4 (1)   | Bermane Stiverne     | TKO  | 6 (12), 2:02  | 2014-05-10        | Galen Center, Los Ángeles, California             | Por el vacante título WBC del peso pesado                                                       |
| V                               | 35–3 (1)   | Seth Mitchell        | KO   | 1 (12), 2:26  | 2013-09-07        | Fantasy Springs Resort Casino, Indio, California  | Gana el título WBC International del peso pesado                                                |
| D                               | 34–3 (1)   | Bermane Stiverne     | UD   | 12            | 2013-04-27        | Citizens Business Bank Arena, Ontario, California | Por el título WBC Silver del peso pesado                                                        |
| V                               | 34–2 (1)   | Éric Molina          | KO   | 1 (12), 2:30  | 2012-02-18        | American Bank Center, Corpus Christi, Texas       | Gana el título WBC–USNBC del peso pesado                                                        |
| V                               | 33–2 (1)   | Raphael Butler       | TKO  | 3 (10), 0:55  | 2011-11-05        | Domo de la Feria, León, México                    |                                                                                                 |
| NC                              | 32–2 (1)   | Friday Ahunanya      | UD   | 10            | 2011-07-09        | Boardwalk Hall, Atlantic City, New Jersey         | Originalmente victoria por UD para Arreola, cambiado tras fallar una prueba de drogas           |
| V                               | 32–2       | Kendrick Releford    | TKO  | 7 (10), 2:43  | 2011-05-27        | Events Center, Reno, Nevada                       |                                                                                                 |
| V                               | 31–2       | Nagy Aguilera        | TKO  | 3 (10), 1:58  | 2011-05-14        | Home Depot Center, Carson, California             |                                                                                                 |
| V                               | 30–2       | Joey Abell           | TKO  | 1 (10), 2:18  | 2011-01-28        | Pechanga Resort & Casino, Temecula, California    |                                                                                                 |
| V                               | 29–2       | Manuel Quezada       | UD   | 12            | 2010-08-13        | Citizens Business Bank Arena, Ontario, California | Gana el título WBC FECOMBOX del peso pesado                                                     |
| D                               | 28–2       | Tomasz Adamek        | MD   | 12            | 2010-04-24        | Citizens Business Bank Arena, Ontario, California | Por los títulos IBF International y vacante WBO–NABO del peso pesado                            |
| V                               | 28–1       | Brian Minto          | TKO  | 4 (10), 2:40  | 2009-12-05        | Boardwalk Hall, Atlantic City, New Jersey         |                                                                                                 |
| D                               | 27–1       | Vitali Klitschko     | RTD  | 10 (12), 3:00 | 2009-09-26        | Staples Center, Los Ángeles, California           | Por el título WBC del peso pesado                                                               |
| V                               | 27–0       | Jameel McCline       | KO   | 4 (12), 2:01  | 2009-04-11        | Mandalay Bay Events Center, Paradise, Nevada      | Retiene los títulos WBC Continental Americas y NABF del peso pesado                             |
| V                               | 26–0       | Travis Walker        | TKO  | 3 (12), 0:13  | 2008-11-29        | Citizens Business Bank Arena, Ontario, California | Retiene el título WBC Continental Americas del peso pesado; Gana el título NABF del peso pesado |
| V                               | 25–0       | Israel Garcia        | TKO  | 3 (10), 1:11  | 2008-09-25        | Soboba Casino, San Jacinto, California            | Retiene el título WBC Continental Americas del peso pesado                                      |
| V                               | 24–0       | Chazz Witherspoon    | DQ   | 3 (12), 3:00  | 2008-06-21        | FedExForum, Memphis, Tennessee                    | Retiene el título WBC Continental Americas del peso pesado                                      |
| V                               | 23–0       | Cliff Couser         | TKO  | 1 (10), 1:22  | 2008-02-09        | Pechanga Resort & Casino, Temecula, California    |                                                                                                 |
| V                               | 22–0       | Thomas Hayes         | KO   | 3 (10), 1:45  | 2007-09-21        | DoubleTree, Ontario, California                   | Retiene WBC Continental Americas del peso pesado                                                |
| V                               | 21–0       | Derek Berry          | KO   | 1 (10), 0:57  | 2007-07-14        | Home Depot Center, Carson, California             |                                                                                                 |
| V                               | 20–0       | Malcolm Tann         | TKO  | 8 (8), 1:07   | 2007-05-04        | Pearl Concert Theater, Paradise, Nevada           |                                                                                                 |
| V                               | 19–0       | Zakeem Graham        | TKO  | 3 (10), 2:42  | 2007-02-09        | Suffolk County Community College, Brookhaven      |                                                                                                 |
| V                               | 18–0       | Damian Wills         | TKO  | 7 (10), 2:17  | 2006-11-04        | Mandalay Bay Events Center, Paradise, Nevada      |                                                                                                 |
| V                               | 17–0       | Damian Norris        | TKO  | 4 (8), 2:59   | 2006-08-19        | Events Center, Reno, Nevada                       |                                                                                                 |
| V                               | 16–0       | Sedreck Fields       | KO   | 7 (8), 1:41   | 2006-05-25        | Pechanga Resort & Casino, Temecula, California    |                                                                                                 |
| V                               | 15–0       | Manuel Ossie         | KO   | 1 (6), 1:33   | 2006-04-12        | Tachi Palace Hotel & Casino, Lemoore              |                                                                                                 |
| V                               | 14–0       | Curtis Taylor        | KO   | 1 (6), 2:28   | 2006-03-03        | Pechanga Resort & Casino, Temecula, California    |                                                                                                 |
| V                               | 13–0       | Domonic Jenkins      | TKO  | 5 (8), 2:38   | 2005-10-21        | Pechanga Resort & Casino, Temecula, California    |                                                                                                 |
| V                               | 12–0       | Andrew Greeley       | UD   | 6             | 2005-09-23        | USC Lyon Center, Los Ángeles, California          |                                                                                                 |
| V                               | 11–0       | Kenny Lemos          | TKO  | 4 (4), 1:49   | 2005-05-05        | Spa Resort Casino, Palm Springs, California       |                                                                                                 |
| V                               | 10–0       | Samuel Rodríguez     | TKO  | 4 (6), 1:26   | 2005-02-17        | Avalon, Hollywood, California                     |                                                                                                 |
| V                               | 9–0        | David Cleage         | DQ   | 3 (4)         | 2005-01-21        | Mohegan Sun Arena, Montville, Connecticut         | Cleage fue descalificado por repetidas faltas                                                   |
| V                               | 8–0        | Benjamin García      | TKO  | 1 (6), 0:21   | 2004-12-09        | Pechanga Resort & Casino, Temecula                |                                                                                                 |
| V                               | 7–0        | Ed Mosley            | TKO  | 1 (4), 0:59   | 2004-08-20        | Omega International, Corona, California           |                                                                                                 |
| V                               | 6–0        | David Johnson        | TKO  | 1 (4)         | 2004-04-26        | DoubleTree, Ontario, California                   |                                                                                                 |
| V                               | 5–0        | Jason Condon         | KO   | 1 (4), 2:33   | 2004-03-22        | DoubleTree, Ontario, California                   |                                                                                                 |
| V                               | 4–0        | Semisi Bloomfield    | TKO  | 1 (4), 2:40   | 2004-02-16        | DoubleTree, Ontario, California                   |                                                                                                 |
| V                               | 3–0        | David Johnson        | KO   | 2 (4), 1:21   | 2003-11-10        | DoubleTree, Ontario, California                   |                                                                                                 |
| V                               | 2–0        | Jeremiah Constant    | TKO  | 1 (4), 0:27   | 2003-10-03        | Edgewater Hotel and Casino, Laughlin, Nevada      |                                                                                                 |
| V                               | 1–0        | Roosevelt Parker     | TKO  | 2 (4), 1:25   | 2003-09-05        | Edgewater Hotel and Casino, Laughlin, Nevada      | Debut profesional                                                                               |